# Помелова Ірина Володимирівна
Ірина Помелова  (біл. Ірына Памялова, 5 квітня 1990) — білоруська веслувальниця, олімпійська медалістка.

## Виступи на Олімпіадах
| Олімпіада   | Дисципліна                    | Місце |
| ----------- | ----------------------------- | ----- |
| Лондон 2012 | байдарка-четвірка, 500 метрів | 3     |

## Зовнішні посилання
- Досьє на sport.references.com [Архівовано 18 грудня 2012 у Wayback Machine.]